# 马尔拉尔
马尔拉尔（Mallar），是印度卡纳塔克邦Udupi县的一个城镇。总人口6052（2001年）。

## 人口
该地2001年总人口6052人，其中男性2845人，女性3207人；0—6岁人口615人，其中男307人，女308人；识字率75.02%，其中男性为79.72%，女性为70.85%。